# Livet är ett mirakel
Livet är ett mirakel är en fransk/serbisk film från 2004.

## Handling
Filmen utspelas på Balkan i en förgången tid och handlar om visionären Luka och hans fru Jadranka, en schizofren operasångerska. Luka byggde en järnväg så att turisterna skulle kunna komma och beundra hans land. Jadranka rymde och parets son Miloš hamnade på "fel" sida i kriget. För att få tillbaka Miloš kom Luka i kontakt med Sabaha, som han skulle utväxla mot sin son. Istället blev han kär i Sabaha. Han var serb och hon bosnisk muslim – en omöjlig kärlekshistoria i ett hopplöst krig.

## Om filmen
Livet är ett mirakel är regisserad av Emir Kusturica.
Filmen hade fransk publikpremiär den 14 maj 2004. Den svenska biopremiären ägde rum den 10 september.

## Rollista (i urval)
- Slavko Štimac – Luka
- Nataša Šolak – Sabaha
- Vesna Trivalić – Jadranka
- Vuk Kostić – Miloš

## Kritik
Den 9 september sade Fredrik Sahlin i Kulturnyheterna: "Jag hade mina föraningar redan när jag såg titeln 'Livet är ett mirakel' helt fritt från ironi och där kändes det som att här kommer livsbejakande upptåg à la Cirkus Scott. (...) Framför allt tror jag att han har fått för mycket 'credit' för den, så att säga, charmiga, mustiga, köttiga inramningen av de tidigare filmerna. (...) Det är en orgie av burleskerier rakt igenom hela filmen."